# Públio Acílio Aciano
Públio Acílio Aciano (em latim: Publius Acilius Attianus) foi um poderoso oficial do exército romano da gente Acília que teve um papel preponderante na transferência do poder do falecido imperador Trajano para seu filho adotivo Adriano.

## Primeiros anos
Aciano nasceu em Itálica, na província romana da Bética, a mesma cidade onde nasceu Públio Élio Adriano Afer, o pai de Adriano. Quando Afer morreu, por volta de 86, Aciano e o futuro imperador Trajano (outro nativo de Itálica) se tornaram os guardiões legais de Adriano. Nada mais se sabe sobre os primeiros anos de Aciano, mas é certo que no final do reinado de Trajano ele era prefeito pretoriano com Sérvio Sulpício Símile. Enquanto este permaneceu em Roma, Aciano acompanhou o imperador em suas campanhas pelo oriente.

## Sucessão de Trajano
Logo depois da morte de Trajano, acreditava-se que o imperador teria composto uma carta nomeando Adriano como seu filho adotivo e sucessor, mas suspeitas surgiram por que a cópia da carta que chegou à Roma tinha apenas a assinatura de Plotina, a esposa do falecido. Rumores circulavam de que Aciano e a imperatriz Plotina eram amantes e que os dois, presentes no leito de morte de Trajano (em Selino, na Sicília) em agosto de 117, forjaram um testamento para garantir a ascensão de Adriano, que estava sob a guarda deles.
Porém, a historiadora Annelise Freisenbruch descarta a acusação. Nas palavras dela, "Plotina, a esposa silenciosa do século II, se juntou a Lívia, Agripina Maior e Domícia na galeria das mulheres imperiais acusadas de acobertar ou de conspirar na morte de seus maridos". Ela acrescenta que há muitas explicações plausíveis para que a assinatura de Plotina possa estar legitimamente nesta carta, como o fato de que Trajano poderia estar fraco demais para assiná-la de próprio punho, por exemplo. Freisenbruch também afirma que este tipo de acusações foram comuns em relação às esposas de governantes por séculos e fornece dois exemplos modernos: em 1919, Edith Wilson foi acusada de forjar a assinatura do presidente norte-americano Woodrow Wilson depois de ele ter ficado incapacitado por causa de um derrame; e, quatro anos depois, quando o também presidente norte-americano Warren Harding morreu por intoxicação alimentar, sua esposa foi acusada num best-seller de tê-lo envenenado.
Juntamente com Plotina e Matídia, sobrinha do imperador, Aciano acompanhou o corpo de Trajano até Selêucia, onde ele foi cremado, e suas cinzas até Roma.

## Anos finais
No começo do reinado de Adriano, Aciano aconselhou o imperador a atuar contra vários possíveis oponentes e, segundo a autobiografia perdida de Adriano, foi responsável pelo assassinato de quatro romanos de status consular cujas mortes mancharam os primeiros anos de Adriano: Lúcio Publílio Celso, Lúsio Quieto, Caio Avídio Nigrino e Aulo Cornélio Palma Frontoniano. Porém, o novo imperador se ressentiu do poder de Aciano e, em 119, induziu-o a pedir sua demissão do posto de prefeito pretoriano. Ele recebeu uma cadeira de senador romano e a ornamenta consularia ao se aposentar. Nada mais se sabe sobre ele depois disto.